# Hamed Haddadi
Hamed Haddadi (in persiano حامد حدادی‎; Ahvaz, 19 maggio 1985) è un cestista iraniano.

## Carriera
Fa parte della nazionale iraniana di pallacanestro ed è stato il primo iraniano a giocare nella NBA quando ha esordito con i Memphis Grizzlies il 31 dicembre 2008, giocando per quattro minuti con i Grizzlies contro i Phoenix Suns. Gioca come centro ed è alto 218 centimetri. Ai Giochi della XXIX Olimpiade svoltisi a Pechino è stato l'unico giocatore del torneo di pallacanestro a tenere una doppia-doppia di media; è stato inoltre il leader del torneo in rimbalzi e stoppate.
Il 25 novembre 2010 viene arrestato dalla polizia di Memphis per violenze domestiche ai danni della fidanzata Goolnaz "Asal" Karbalaeinematmoeeney, ma tutto si risolve con il pagamento di una multa.
Passò via trade nel gennaio 2013 ai Toronto Raptors, ma senza potere giocare a causa di problemi con il passaporto. Il mese successivo è andato a giocare nei Phoenix Suns (a cui è passato il 22 febbraio 2013 nella trade che ha portato Sebastian Telfair ai Toronto Raptors).
Durante una partita del campionato cinese Haddadi colpisce sul volto un avversario, reo di averlo sbeffeggiato segnando una tripla a gioco fermo.

## Palmarès
Nazionale
- Coppa d'Asia

Oro: 2007, 2009, 2013

Argento: 2017

Bronzo: 2015
- Giochi d'Asia

Argento: 2014, 2018

Bronzo: 2006
- FIBA Asia Challenge

Oro: 2014, 2016
- Asian Under-20 Championship

Oro: 2004
- Asian Under-18 Championship

Argento: 2002
Club
- Asian Champions Cup

Oro: 2008 (Saba Battery)

Oro: 2013 (Foolad Mahan)
- Chinese Basketball Association

Campione: 2016 (Sichuan Blue Whales)
- Iranian Basketball Super League

Campione: 2017, 2018 (Petrochimi)
Individuale
- Asian Cup

MVP: 2007, 2009, 2013, 2017
- FIBA Asia Challenge

MVP: 2014
- William Jones Cup

MVP: 2013
- Chinese Basketball Association

All-Star: 2014, 2016

CBA Finals MVP: 2016